# Bambino geopolitico osservante la nascita dell'uomo nuovo
Bambino geopolitico osservante la nascita dell'uomo nuovo è un dipinto del 1943 di Salvador Dalí. Il dipinto fu realizzato durante il soggiorno di Dalí negli Stati Uniti, dal 1940 al 1948. Considerato uno dei suoi dipinti più riconoscibili, raffigura un uomo che esce da un uovo mentre una donna e un bambino lo guardano. L'opera è conservata al Museo Salvador Dalí, a Saint Petersburg, Florida.
Dalí fornì alcune brevi e misteriose annotazioni sull'opera: "Paracadute, paranaissance (neologismo, traducibile con "paranascita"), protezione, cupola, placenta, cattolicesimo, uovo, distorsione terrena, ellisse biologica. La geografia cambia pelle nella germinazione storica".

## Soggetti e simbolismo
L'uovo è un soggetto ricorrente nelle opere di Dalí. All'inizio della sua carriera, le uova simboleggiavano generalmente speranza e amore. Tuttavia, Bambino geopolitico osservante la nascita dell'uomo nuovo e altre opere successive imitano l'utilizzo cristiano dell'uovo come simbolo purezza e perfezione. Dalí usa il "tuorlo" giallo per mappare il mondo sull'uovo.
L'uomo che esce dall'uovo è l'"uomo nuovo" a cui si fa riferimento nel titolo, mentre il "bambino geopolitico" si trova accovacciato nell'angolo in basso a destra.
L'uomo nuovo emerge dall'uovo rompendo il guscio nel punto in cui dovrebbe trovarsi il Nord America, a simboleggiare l'ascesa degli Stati Uniti come nuova potenza mondiale, e appoggiando la mano sull'Europa come per cercarvi sostegno. Sia l'America del Sud che l'Africa sono rappresentate in modo sproporzionato, ingrandite rispetto all'Europa, testimoniando l'ascesa dell’importanza politica, economica e sociale di quelle regioni, che all'epoca erano ancora considerate parte del "terzo mondo".
Il telo drappeggiato rappresenta la placenta.
La donna dalla figura androgina, a cui si aggrappa il bambino geopolitico, indica l'uomo nuovo, mostrando al bambino il "nuovo periodo storico che rappresenterà".

## Nella cultura popolare
Il dipinto è stato utilizzato come copertina dell'album musicale Newborn (1975) di James Gang.